# ويلسون براون (جندي)
ويلسون براون (بالإنجليزية: Wilson Brown)‏ هو جندي أمريكي، ولد في 1841 في ناتشيز في الولايات المتحدة، وتوفي في 24 يناير 1900.